# 12 Batalion Ochrony Pogranicza
Samodzielny Batalion Ochrony Pogranicza nr 12 – zlikwidowany samodzielny pododdział Wojsk Ochrony Pogranicza pełniący służbę na granicy polsko-czechosłowackiej.

## Formowanie i zmiany organizacyjne
Na podstawie rozkazu MON nr 055/org. z 20 marca 1948, na bazie Łużyckiego Oddziału WOP nr 1, sformowano 6 Brygadę Ochrony Pogranicza, a 1 komendę odcinka WOP przemianowano na batalion Ochrony Pogranicza nr 12 JW 1134 (Zarządzenie SzSG Nr 0039/Org. z 11 sierpnia 1948).
Rozkazem Ministra Obrony Narodowej nr 205/Org. z 4 grudnia 1948, 1 stycznia 1949 Wojska Ochrony Pogranicza podporządkowano Ministerstwu Bezpieczeństwa Publicznego. Zaopatrzenie batalionu przejęła Komenda Wojewódzka Milicji Obywatelskiej.
1 stycznia 1951, na podstawie rozkazu MBP nr 043/org. z 3 czerwca 1950, na bazie 6 Brygady Ochrony Pogranicza, sformowano 8 Brygadę Wojsk Ochrony Pogranicza, a 12 batalion Ochrony Pogranicza przemianowano na 81 batalion WOP.

## Struktura organizacyjna
Dyslokacja batalionu przedstawiała się następująco :
- dowództwo batalionu – Szklarska Poręba
- 1 strażnica Ochrony Pogranicza – Wilcza Poręba
- 2 strażnica Ochrony Pogranicza – Przesieka
- 3 strażnica Ochrony Pogranicza – Kamieńczyk
- 4 strażnica Ochrony Pogranicza – Jakuszyce
- 5 strażnica Ochrony Pogranicza – Orle.

## Dowódcy batalionu
- kpt. Eugeniusz Dostojewski[8] (13.01.1949–31.12.1950)[9] – do przekształcenia.

## Upamiętnienie

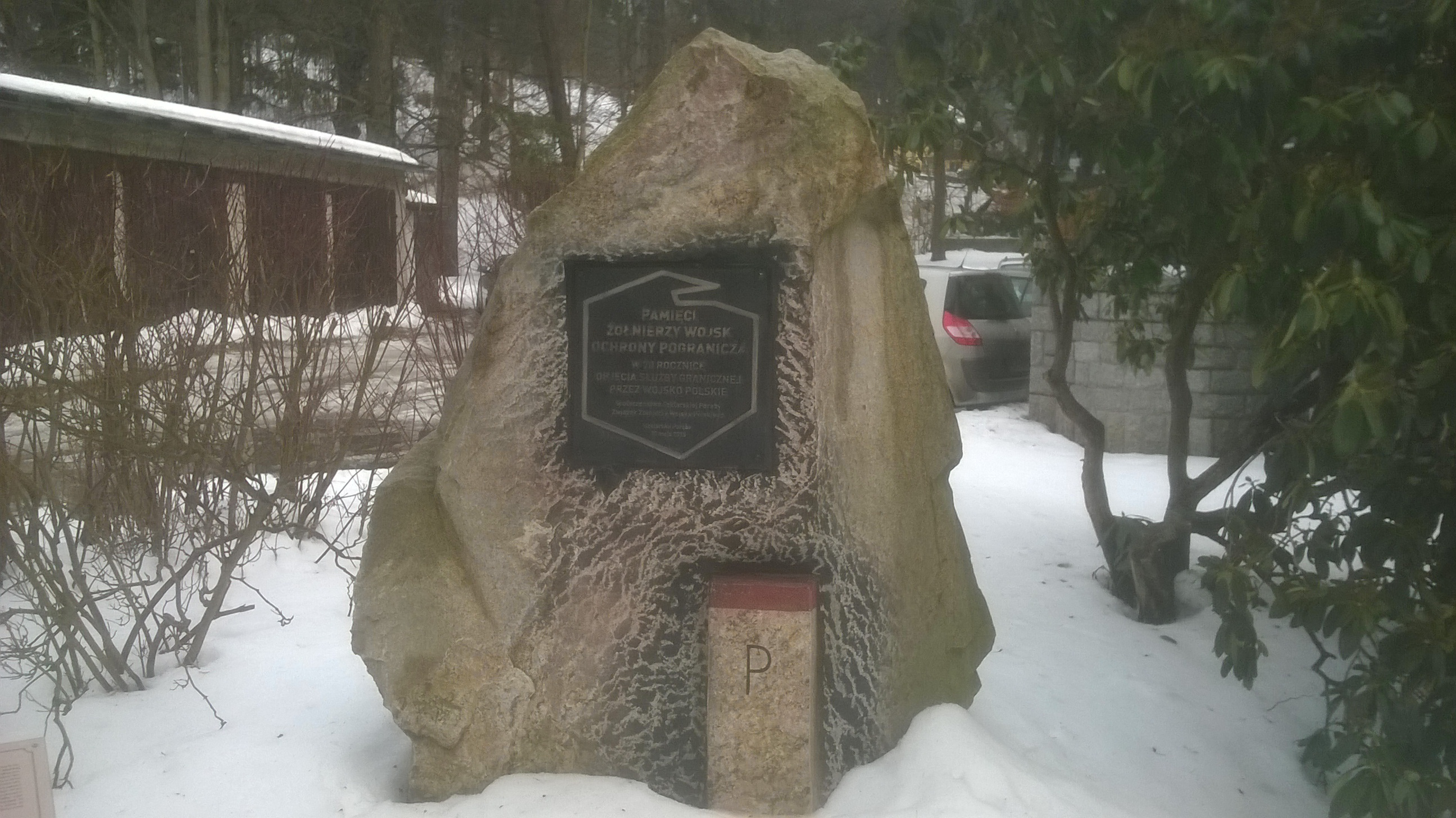
Szklarska Poręba – pomnik poświęcony pamięci żołnierzy Wojsk Ochrony Pogranicza, odsłonięty w 70. rocznicę objęcia służby granicznej przez Wojsko Polskie (luty 2017)

29–30 maja 2015 odbyły się uroczystości rocznicowe związane z objęciem ochroną granicy przez Wojsko Polskie i z utworzeniem w Szklarskiej Porębie garnizonu WOP. Celem przyświecającym wszystkim poczynaniom było przypomnienie istotnych dla kraju i Szklarskiej Poręby wydarzeń, upamiętnienie ich poprzez ustawienie obelisku, upowszechnienie wiedzy szczególnie wśród najmłodszego pokolenia i podziękowanie ludziom dbającym o bezpieczeństwo w tamtych niełatwych latach.